# Uターンラッシュ

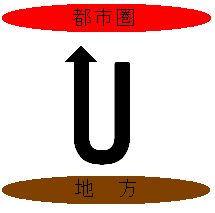
Uターンラッシュの説明図

Uターンラッシュ（ユーターンラッシュ）とは、帰省ラッシュ後に本来の居住地へ戻る際に発生する混雑である。日本では年末年始やゴールデンウィーク・お盆・シルバーウィーク・10月の連休などを地方で過ごした人々が本来の居住地である都市圏に戻る際に発生する。人の動きがアルファベットのUの字を描く（行って帰ってくる）ように見えるためにこう呼ばれる（右図参照）。
基本的に起こる混雑は帰省ラッシュと同等である。

## Uターンラッシュの問題点と解決策
帰省ラッシュと同様に、Uターンラッシュの際は殆どの人々が自家用車・公共交通機関を使用するため、一般道・高速道路、鉄道、航空機・旅客船の混雑が起こる。そのため、道路では渋滞、鉄道では乗車率の上昇・（指定席の場合は）指定券の不足（特に長距離移動の特急列車・新幹線）、ターミナル駅の混雑、航空機・旅客船では乗客率の上昇・空港・港の混雑といった問題が発生する。